# Magnús Einarsson
Magnus Einarsson (1098-30 de septiembre de 1148) fue el cuarto obispo católico de Skálholt, Islandia de 1134 a 1148. Era hijo de Einar Magnússon (n. 1045) de Stórinúpur, Árnessýsla, un personaje de la Saga Harðar ok Hólmverja, que era nieto de Þorsteinn Síðu-Hallsson, hijo de Síðu-Hallur, uno de los primeros goði cristianos islandeses. La madre de Magnus fue Þuríður Gilsdóttir (n. 1055).
Magnús fue elegido sucesor de Þorlákur Runólfsson, tras su muerte en 1133, y ordenado obispo por el arzobispo Asser en Lund, el 28 de octubre de 1134. Durante su obispado fortaleció y amplió las propiedades de la Iglesia, incluido Vestmannaeyjar, e intentó fundar un monasterio. Murió en 1148 quemado en el interior de una hacienda (hús-brenna) de Hitardalur, junto a 72 fieles entre los que se encontraban ocho sacerdotes.